# 宮崎サンシャインズ
宮崎サンシャインズ（みやざきサンシャインズ、英語: Miyazaki Sunshines）は、日本のプロ野球球団。宮崎県を拠点に独立リーグ・九州アジアリーグに所属する。2022年に設立され、2023年よりリーグ戦に参加している。

## 概要
2022年に「宮崎県民球団をつくる会」が、宮崎県を本拠地とし、球団名を「宮崎サンシャインズ」として独立リーグの九州アジアリーグに2023年からの参入を目指して加盟申請を行なった。
2022年9月9日に九州アジアリーグへの新規加盟申請が承認された。
加盟時点で球団運営会社は2022年中に設立される予定と報じられ、12月5日に設立（12月1日付）が発表された。また、加盟承認後に宮崎市出身の金丸将也が監督と報じられた。

### 開催球場
2022年11月7日に、2023年シーズンのホーム開幕戦は都城運動公園野球場で開催されることがリーグより発表された。2023年1月26日に発表された日程（主催39試合、うち公式戦33試合、ソフトバンク3軍および4軍との交流戦6試合）では、14試合が球場未定だった。決定済の球場では西都原運動公園野球場が最多の17試合で、以下大王谷運動公園野球場（日向市、3試合）、宮崎県総合運動公園硬式野球場（サンマリンスタジアム宮崎、交流戦のみ、3試合）、都城運動公園野球場2試合となっていた。2月13日の修正版日程では前回の未定試合のうち6試合が宮崎市生目の杜運動公園アイビースタジアムで開催されると発表された。開催が発表された球場の試合は、平日も含めすべてデーゲームである。3月13日に発表された修正版日程で、未決定だった試合のうち、3試合を宮崎市清武総合運動公園野球場（SOKKENスタジアム）で、3試合を南郷町中央公園野球場（南郷スタジアム）で開催することが発表された（未決定は2試合）。5月19日に、未定だった2試合を小林総合運動公園野球場で実施することが発表された。最終的に2023年の球場別開催試合数は西都原21、アイビー5、サンマリンと小林が各3、都城・大王谷・南郷各2、清武1となった。
2023年12月26日に、2024年シーズンのホーム開幕戦は、前年公式戦での使用がなかった宮崎県総合運動公園第二硬式野球場（ひなたひむかスタジアム）で開催されることがリーグより発表された。2024年2月9日に発表された日程（主催36試合、うち公式戦35試合、佐賀インドネシアドリームズとの練習試合（公式戦予備日程）1試合）では、18試合が球場未定である。決定済の球場では南郷スタジアムが最多の7試合で、以下門川海浜総合公園野球場（門川町、3試合）、宮崎市清武総合運動公園野球場（SOKKENスタジアム、3試合）、天福球場（日南市、3試合）、宮崎県総合運動公園第二硬式野球場（ひなたひむかスタジアム、2試合、ホーム開幕戦）となっている。初の公式戦開催となるのは、前記のひなたひむかのほかに門川と天福である。2月15日に発表されたソフトバンク3・4軍との交流戦はアイビースタジアム4試合、西都原2試合となっている。その後、3月29日までに未定分が確定し、最終的に小林が13試合で最多開催となった（実際の試合数も同じ）。
2025年は開幕前の3月3日の時点で主催35試合中15試合が球場未定で、それ以外の20試合は南郷と西都原が各6試合、清武が4試合、門川が3試合のほか、台湾社会人チームとの交流戦1試合を火の国の本拠地である藤崎台県営野球場（熊本市）で実施する形だった。3月19日に、ソフトバンク4軍との交流戦2試合を除いて球場が決定し、それによると宮崎県内32試合の内訳は、小林が8試合で最多、以下清武と西都原が各6、門川と天福が各3となっている。残る交流戦2試合は3月21日にアイビースタジアムで開催することが決定した。前年までの開催球場のうち、都城・南郷・ひなたひむか・サンマリン・大王谷では試合が設定されていない。

## 歴史

### 2022年
- 5月 - 球団の運営会社となる宮崎県民球団をつくる会が設立[21]。
- 9月9日 - 九州アジアリーグへの新規加盟申請が一般社団法人九州アジアプロ野球機構理事会において承認される[2]。
- 11月5日 - 選手トライアウトを西都市で実施[22]。
- 11月10日 - 第1回トライアウト合格者を発表[23]。
- 12月1日 - 運営会社「宮崎サンシャインズ株式会社」が設立される（発表は12月5日）[3]。

### 2023年
- 1月18日 - 選手30人との契約を1月12日に完了したと発表[24]。
- 1月26日 - 記者会見を開き、ユニフォームを発表[25]。またこの日、元京都共栄学園高等学校野球部監督の神前俊彦がチームアドバイザーを務めていると報じられた[26]。
- 3月18日 - 参加初年度の開幕戦（対北九州）を都城運動公園野球場で開催（1-12で敗戦、7回コールド）[27][28]。
- 4月3日 - リーグ戦の一環として実施されるソフトバンク4軍との交流戦（HAWKSベースボールパーク筑後）で初勝利を挙げる[29]。
- 5月12日 - 対大分B-リングス戦（アイビースタジアム）で、ホームゲームおよび対リーグ内他球団戦での初勝利を挙げる[13]。
- 9月7日 - 監督の金丸が選手登録して兼任監督となる[30]。
- 9月15日 - 初年度の公式戦を終了、11勝64敗3分の勝率.149で4位に終わる[31][32]。他チームから大きく離れた結果について、リーグ代表の徳丸哲史は2023年9月発売の雑誌インタビューで「想定内」と述べ、「リーグのレベルを上げることを考えればよくない状況かもしれませんが、球団側も運営できなければ意味がないので、まずは基盤を作ってもらい、そこから強化という流れにしてもらえればと思います」と述べた[33]。

### 2024年
- 6月20日 - 選手兼任監督の金丸の退任（選手としては引退）と、コーチの益田海成が監督代行に就任することが発表される[34][35]。今シーズンも成績が低迷して退任発表時点で22連敗を記録しており、6月になって金丸自身から退任の申し入れがあったと報じられている[35]。
- 7月5日 - ヘッドコーチとして、元福岡ダイエーホークス選手の本村信吾が就任したことを発表[36][37]。
- 7月24日 - 対大分戦で今季のホーム初勝利を挙げるとともに[38]、連敗を30でストップした[39]。
- 9月16日 - 当シーズンの公式戦を終了、10勝63敗3分で前年に続いて4位（最下位）だった[40]。
- 9月24日 - コーチの神前の退任を発表[41]。
- 11月7日 - コーチの深江義和（登録名：KAZU）の退任と、ヘッドコーチの本村の監督就任をそれぞれ発表[42][43]。
- 12月13日 - 投手コーチとして、日本内外複数のリーグでプレー経験を持つ杉尾拓郎の就任を発表した[44]（翌年3月1日に、選手兼任となることを発表[45]）。

### 2025年
- 1月21日 - 2025年の新体制発表会を宮崎市内のホテルで開き、3年目を迎えるにあたりユニフォームのデザインを変更することもあわせて明らかにした（セカンドユニフォームはチームカラーのオレンジから宮崎の海をイメージした青に変更されている）[46][47]。

## 成績
| 年度 | 監督                       | 順位 | 試合 | 勝利 | 敗戦 | 引分 | 勝率 | ゲーム差 |
| ---- | -------------------------- | ---- | ---- | ---- | ---- | ---- | ---- | -------- |
| 2023 | 金丸将也                   | 4    | 78   | 11   | 64   | 3    | .149 | 42.0     |
| 2024 | 金丸将也 →益田海成（代行） | 4    | 76   | 10   | 63   | 3    | .137 | 45.0     |

## ロゴマークキャラクター
天照大神をモチーフとしたキャラクターが描かれており、2023年1月にTwitterアカウントにて「テラちゃん」という名称でツイートを始めると告知された。ただし「マスコット」とは明言されていない。

## 球団歌
北海道発祥のアカペラグループJARNZΩが作詞作曲した『輝け宮崎サンシャインズ』が球団歌となっている。

## 応援団
球団公認の私設応援団として「宮崎日向会」がある。
一方球団は2025年シーズンから公式チアリーディングチーム「ララシャイン」を発足させることを2024年12月に発表し、ローカルアイドルグループの「AjuG-irls」がメンバーを務めるほか、それとは別枠でメンバーを公募した。